# Henrique Honorato
Henrique Dantas Nóbrega Honorato (Campina Grande, 18 marzo 1997) è un pallavolista brasiliano, schiacciatore dello Ślepsk Suwałki.

## Biografia
È il figlio dell'ex pallavolista e allenatore Manoel Honorato e fratello maggiore del pallavolista Júlio Honorato. 

## Carriera

### Club
Muove i primi passi nella pallavolo all'età di nove anni, nel settore giovanile dell'Academia do Vôlei, club allenato dal padre, con il quale fa la sua prima esperienza nella pallavolo professionistica partecipando alla Superliga Série B 2016.
Nella stagione 2016-17 viene ingaggiato dal Minas, con il quale si disimpegna con la formazione giovanile, ma ottiene anche qualche presenza in prima squadra, esordendo in Superliga Série A. Nella stagione seguente viene definitivamente promosso in prima squadra, dove milita fino al termine del campionato 2022-23, vincendo una Coppa del Brasile e un premio come miglior schiacciatore.
Dopo un'annata con la neopromossa Norte Catarinense, nella stagione 2024-25 viene ingaggiato per la prima volta all'estero, disputando la Polska Liga Siatkówki con lo Ślepsk Suwałki

### Nazionale
Con la nazionale brasiliana under 21 si aggiudica la medaglia d'argento al campionato sudamericano 2016, mentre un anno dopo conquista l'oro alla Coppa panamericana, dove viene anche premiato come miglior schiacciatore, e partecipa al campionato mondiale 2017. 
Nel 2018 debutta in nazionale maggiore in occasione della Coppa panamericana, dove conquista l'argento, seguita dal bronzo ai XVIII Giochi panamericani. Nel 2023 si aggiudica l'argento al campionato sudamericano e l'oro ai XIX Giochi panamericani, dove viene premiato come MVP del torneo, mentre nel 2025 mette al collo la medaglia di bronzo alla Volleyball Nations League.

## Palmarès

### Club
- Coppa del Brasile: 1

2022

### Nazionale (competizioni minori)
- Campionato sudamericano under 21 2016
- Coppa panamericana under 21 2017
- Coppa panamericana 2018
- Giochi panamericani 2019
- Giochi panamericani 2023

### Premi individuali
- 2017 - Coppa panamericana under 21: Miglior schiacciatore
- 2022 - Superliga Série A: Miglior schiacciatore
- 2023 - XIX Giochi panamericani: MVP